# 2006 chez Disney
Cet article présente la liste des évènements de la Walt Disney Company ayant eu lieu en 2006.

## Événements

### Janvier
- 3 janvier 2006, Disney-ABC Cable Network Group et ESPN ajoutent des services de vidéo à la demande au contrat avec Verizon[1]
- 5 janvier 2006, Disney pourrait acheter une partie ou la totalité de Pixar pour près de 7 milliards de $.
- 17 janvier 2006
  - Disney Online et Playhouse Disney lancent un site payant www.preschooltime.com pour les enfants avec des activités pré-scolaires[2],[3]
  - Disney nie le fait de vouloir construire un parc à Pékin[4],[5]
- 20 janvier 2006, Première diffusion du téléfilm High School Musical sur Disney Channel
- 23 janvier 2006, 
  - Disney doit lancer au mois de février un nouveau magazine mensuel/2006, Wondertime, destiné aux parents d'enfants entre 0 et 6 ans[6]
  - les actionnaires de Disney donnent leurs accords pour acheter Pixar pour 7,4 milliards[7],[8],[9]
- 26 janvier 2006, Disney annonce l'ouverture d'Expedition Everest en avril 2006 au Disney's Animal Kingdom[10].

### Février
- 1er février 2006, Première mondiale du film Bambi 2.
- 6 février 2006, Disney annonce la fusion des réseaux de stations radiophoniques d'ABC Radio et de Citadel Broadcasting[11]
- 7 février 2006, 
  - Walt Disney Records édite la bande son de Bambi 2 la suite du film paru 60 ans auparavant mais uniquement en attendant la sortie du DVD en avril.
  - Disney annonce le lancement de la chaîne Disney Cinemagic au Royaume-Uni[12]
- 8 février 2006, Une rumeur de parc Disney en Chine refait surface mais cette fois à Shanghai[13].
- 9 février 2006, En échange du départ du présentateur d'ESPN Al Michaels pour NBC filiale d'Universal, Disney récupère les droits d'Oswald le lapin chanceux[14]
- 14 février 2006, Disney relance le service MovieBeam mais avec l'aide d'autres sociétés[15],[16]
- 16 février 2006, Marty Sklar annonce son départ du poste de président de Walt Disney Imagineering[17],[18]
- 24 février 2006, Disney Media Networks et Verizon signent un contrat pour augmenter l'offre de vidéo à la demande FIOS TV avec l'ajout des programmes de Disney Channel, Toon Disney, Radio Disney, Jetix, ABC News, ABC Family, SOAPnet, ESPN, ESPN Deportes et ESPNU[19]
- 26 février 2006, Fermeture de l'attraction Transportarium au Magic Kingdom[20]
- 27 février 2006, Landry's Restaurant annonce l'ouverture d'un nouveau concept de restaurant à thème, T-Rex au sein du Downtown Disney Floride et d'un restaurant asiatique dans le Disney's Animal Kingdom[21],[22]
- 28 février 2006, Hong Kong Disneyland annonce l'ouverte de 3 nouvelles attractions pour l'été 2006[23]

### Mars
- 1er mars 2006
  - L'ensemble des hôtels du Disneyland Resort (Californie) devient non fumeur[24].
  - Disney et BSkyB ont conclu un accord pour élargir la diffusion des chaînes Disney sur le réseau de Sky[25].
- 3 mars 2006, Remplacement de l'attraction Goofy's Bounce House par la Goofy's Playhouse dans Mickey's Toontown à Disneyland
- 9 mars 2006
  - Walt Disney International annonce la création de la Walt Disney Company (Russia) afin de gérer les intérêts de Disney en Russie[26],[27]
  - Walt Disney Internet Group signe un contrat avec Scandinavian Games accordant à ce dernier la distribution par téléchargement de jeu vidéo Disney en Finlande, Islande, Norvège, Suède et au Danemark[28]
- 13 mars 2006, ESPN lance d'ESPN Classic au Royaume-Uni[1]
- 14 mars 2006, Comcast serait prêt à acheter les 40 % détenus par Disney dans E! Entertainment[29].
- 16 mars 2006, Disney Channel UK & Ireland a signé un contrat de diffusion de Disney Cinemagic avec NTL Telewest[30]
- 21 mars 2006,
  - Disney Cruise Line annonce un itinéraire européen pour 2007[31].
  - Fermeture du studio Circle 7 Animation[32]
- 23 mars 2006, Buena Vista International annonce ses intentions de produire 10 à 15 films en Inde dans les 10 ans à venir[33],[34].
- 24 mars 2006
  - La présentation de la comédie musicale Tarzan a lieu au Richard Rodgers Theatre à New York avant son début prévu au 10 mai[7].
  - La série Hannah Montana débute sur Disney Channel[1]
- 27 mars 2006, Walt Disney World Resort annonce l'ouverture pour le 4 avril d'un accès par l'ouest du parc via la Western Beltway[35]
- 29 mars 2006, Disney prévoit la création de filiale pour la téléphonie mobile et la télévision par ADSL en Inde[36].

### Avril
- 6 avril 2006,
  - Walt Disney World Resort annonce l'ouverture prochaine de 2 attractions basées sur Nemo, la rénovation de The Living Seas à Epcot.
  - Disney Mobile et ESPN Mobile annoncent leur intention de créer un réseau de petites boutiques communes (des kiosques) dans les supermarchés américains[11]
- 7 avril 2006, Ouverture d'Expedition Everest au Disney's Animal Kingdom[31]
- 8 avril 2006, Ouverture de l'attraction Buzz l'éclair Bataille Laser au Parc Disneyland[31]
- 10 avril 2006, La chaîne WLS-TV de Chicago ouvre le State Street Studio, sur State Street[37]
- 17 avril 2006, Un site d'information se fait l'écho d'un projet de parc éducatif Disney à Manilva dans la province de Malaga en Espagne[38]
- 26 avril 2006, Disney annonce la sortie de Meteos: Disney Edition sur Nintendo DS[39].
- 28 avril 2006, Disney Mobile Studios annonce la sortie en version beta d'un jeu sur téléphone mobile inspiré de Pirates des Caraïbes[40]

### Mai
- 2 mai 2006, Buena Vista International signe un accord pour distribuer des films au Viêt Nam[41]
- 5 mai 2006, Disney finalise le rachat de Pixar Animation Studios au prix d'une action Pixar contre 2,3 de Disney[7],[42]
- 6 mai 2006, Disney Channel lance sa première série d'animation en image de synthèse sur toutes ses chaînes soit plus de 100 pays, La Maison de Mickey[43]
- 8 mai 2006, Disney annonce ne pas renouveler son contrat décennal avec McDonald's concernant les jouets des Happy Meals[44]
- 10 mai 2006, Première de la comédie musicale Tarzan au Richard Rodgers Theatre de Broadway[7]
- 11 mai 2006, Buena Vista International Television signe un accord en Allemagne avec HanseNet pour de la vidéo à la demande[45]
- 18 mai 2006, DCP signe un contrat de licence avec la société vietnamienne East Media Holding Inc pour promouvoir les produits Disney dans la péninsule indochinoise[46]
- 23 mai 2006, Le gouvernement de Hong Kong annonce la construction d'un système à 120 millions de $ pour la vidange des toilettes du complexe de Hong Kong Disneyland Resort avec de l'eau salée et non de l'eau douce, venue du reste de la Chine[47]
- 24 mai 2006, WDIG signe un accord de licence avec Shanda le leader chinois du jeu en ligne[48]
- 28 mai 2006, plusieurs journaux évoquent un parc en Malaisie sous la responsabilité d'Oriental Land Company, propriétaire et gestionnaire du complexe Tokyo Disney Resort[49],[50]

### Juin
- 1er juin 2006
  - Le magazine Disney Fairies est lancé par Egmont au Royaume-Uni[51].
  - BVHE annonce la vente de films en ligne à partir du 6 juin via le service CinemaNow[52]
- 6 juin 2006, Disney Jeans est lancé en Inde[53],[54]
- 9 juin 2006, Disney lance en Europe des fruits Disney pour les enfants en association avec Tesco (Royaume-Uni) et Champion (France)[55]
- 13 juin 2006
  - le service de téléphonie Disney Mobile est lancé aux États-Unis[56],[57]
  - Disney lance au Royaume-Uni une gamme de boissons pour enfants allégées en sucre et contenant des vitamines produite par Cott Corporation[58]
- 15 juin 2006, Disney Consumer Products lance les gammes de produits Power Rangers en Inde[59]
- 21 juin 2006, ESPN et ABC obtiennent pour 10 ans les droits de diffusion de 110 matchs annuels de la Big Ten Conference, jusqu'en 2017[43].
- 22 juin 2006, Disney Channel et Playhouse Disney sont lancés en Thaïlande sur le bouquet IPTV[60]
- 24 juin 2006, Première mondiale du film Pirates des Caraïbes : Le Secret du coffre maudit dans le parc Disneyland en Californie[61]
- 26 juin 2006, George J. Mitchell a confirmé être en pourparlers avec les officiels de la ville de Shanghai pour un second parc en Chine qui, d'après lui, n'aurait pas d'influence sur la fréquentation de celui de Hong Kong[62]

### Juillet
- 17 juillet 2006, Buena Vista Home Entertainment annonce ses premiers disques blu-ray pour le 19 septembre 2006[63]
- 18 juillet 2006
  - Walt Disney Studios Entertainment décide de produire environ 10 films labellisés Disney, animation et prise de vue réelle par an et deux ou trois Touchstone par an[64]
  - Radio Disney signe un contrat avec MobiTv pour la diffusion de la radio sur appareil mobile[65],[66]
- 28 juillet 2006, 
  - Disney annonce un accord prévoyant l'achat de la chaîne indienne d'Hungama TV auprès d'UTV Software Communications[43] pour 30 millions d'USD ainsi
  - Disney annonce un accord prévoyant l'achat de 14,9 % d'UTV Software Communications pour 15 millions[67]
- Fin juillet/2006, Walt Disney Television Animation et Toei Animation annoncent une association pour la production d'une série en animation de synthèse nommée Robodies'[68] ou Robodeiz[69]

### Août
- 1er août 2006, le Buena Vista Music Group étend un accord avec EMI Group pour la distribution des productions à l'Australie, la Nouvelle-Zélande et l'Asie du Sud-est[70]
- 4 août 2006, ESPN obtient pour 8 ans les droits de diffusions sur ESPN2 des 29 matchs annuels de la Major League Soccer, jusqu'en 2014[43].
- 8 août 2006, Disney Channel annonce son lancement en Afrique du Sud[71]
- 10 août 2006, Disney revend les 50 % d'Us Weekly achetés en 2001 à Jann Wenner pour 300 millions d'USD[72].
- 11 août 2006
  - Des rumeurs précises apparaissent concernant un parc à Shanghai, quatre fois plus grand que celui de Hong Kong et budgété à hauteur de 3,75 milliards de $[73]
  - DCP annonce le lancement de deux nouvelles collections pour les enfants/2006, Classic Disney et Walt Disney Signature[74]
- 13 août 2006, Le gouvernement chinois dénonce les rumeurs d'expropriation d'habitants dans la région de Shanghai en vue de construire un parc Disney
- 15 août 2006, Radio Disney devient disponible en streaming sur iTunes[75]
- 22 août 2006, Citadel Broadcasting souhaite renégocier le contrat avec Disney concernant la création de Citadel Communications à la suite du rachat d'ABC Radio[76]
- 31 août 2006, le Walt Disney Internet Group achète le fournisseur de contenu chinois Mobile2Win, filiale de la société indienne Contests2win[77]

### Septembre
- 2 septembre 2006, Première de l'émission Saturday Night Football sur ABC[78]
- 4 septembre 2006
  - Disney Publishing Worldwide annonce le lancement en Inde du magazine Disney Adventures à partir d'octobre[79]
  - Ouverture de l'attraction Tower of Terror à Tokyo DisneySea[80]
- 16 septembre 2006, Ouverture de l'exposition Il était une fois Walt Disney au Musée du Grand Palais de Paris[81]
- 19 septembre 2006, Buena Vista Home Entertainment édite son premier lot de disque Blu-ray[64]
- 25 septembre 2006, 
  - Disney annonce avoir vendu 125 000 films en une semaine sur iTunes[82],[83].
  - Disney lance Disney Channel South Africa en Afrique du Sud[84]
- 26 septembre 2006, Disney annonce l'ouverture en Inde de la première de 20 boutiques Disney Jeans Store associées à la filiale vestimentaire, Disney Jeans[85]
- 28 septembre 2006
  - Buena Vista Games achète le studio Racing de Climax Group[86]
  - Walt Disney Internet Group signe un contrat avec la société de contenu téléphonique mobile Jamster pour des licences de contenu Disney Mobile et Starwave Mobile[87]
  - Disney annonce la fermeture de l'opérateur virtuel Mobile ESPN[88].

### Octobre
- 2 octobre 2006, Disney vend sa participation de 50 % dans Us Weekly pour 300 millions de $[89]
- 10 octobre 2006 :
  - Disney Channel devient fournisseur de contenu vidéo pour portable partout en Europe grâce à Orange[90]
  - Disney-ABC Television Group obtient un accord pour diffuser la chaîne ABC News Now en Inde[91]
- 11 octobre 2006, Disney Vacation Club annonce un nouveau lieux de séjours au sein du Disney's Animal Kingdom Lodge de Walt Disney World Resort[80]
- 12 octobre 2006, Walt Disney World Resort et Disney Vacation Club annonce l'ouverture à l'automne 2007 de villas au sein du Disney's Animal Kingdom Lodge[80]
- 13 octobre 2006, ouverture du pavillon The Seas with Nemo & Friends à Epcot[80]
- 18 octobre 2006, de nombreux journaux indiquent que Disney va restreindre aux États-Unis ses licences de produits de consommation alimentaires aux seuls produits nutritionnellement corrects[92]
- 26 octobre 2006, Disney-ABC Television Group signe un contrat avec BSkyB pour diffuser les chaînes Disney Cinemagic et ESPN Classic sur le réseau numérique et augmenter l'offre[93]
- 30 octobre 2006, Disney envisage un Kingdom Hearts 3 malgré la forte occupation du studio Square Enix[94]

### Novembre
- 5 novembre 2006, Disney signe un accord pour distribuer ses films en Afrique du Nord et au Moyen-Orient au travers de la société Rotana Audio Visual Company filiale de Kingdom Holding Company appartenant au Prince Alwaleed[95]
- 7 novembre 2006, Sortie en DVD du film Rox et Rouky 2
- 16 novembre 2006, Première de la comédie musicale Mary Poppins au New Amsterdam Theatre de Broadway[96]
- 21 novembre 2006, Comcast rachète la part de Disney dans E! Network pour 1,23 milliard d'USD en contrepartie d'un accord de distribution des chaînes Disney et ESPN [97],[98],[99]
- 22 novembre 2006, Disney élargit le contrat nord-américain avec Crocs au monde entier pour la ligne de chaussures sportives Crocs Disney[100]
- 23 novembre 2006, Disney accepte une modification pour la création de Citadel Communications, réduction de 100 millions de $ en cash et augmentation de 200 millions de $ en action après l'annonce d'un manque de 300 millions dans les finances de Citadel Broadcasting[101]
- 25 novembre 2006, Disney annonce le rachat pour un peu plus de 30 millions de $ de la chaîne indienne pour enfant Hungama TV[102] et de 15 % (15 millions de$) de son actuel propriétaire UTV Software Communications.
- 27 novembre 2006, Walt Disney Music Publishing renouvelle et étend le contrat de gestion de droits phonographiques avec le Warner Music Group[103]
- 30 novembre 2006, Un mystérieux investisseur annonce vouloir lancer une OPA sur Euro Disney SCA[104]

### Décembre
- 1er décembre 2006, Les quatre déclinaisons francophones des chaînes Disney Channel sont disponibles dans l'offre belge de télévision par ADSL Belgacom TV[105],[106]
- 2 décembre 2006, Disney lance Disney Channel Poland en Pologne[84].
- 4 décembre 2006, Disney annonce le retour de la production de courts métrages avec Dingo[107]
- 5 décembre 2006
  - Disney prévoit de supprimer 160 emplois d'animateurs de Walt Disney Pictures (excepté ceux de Pixar)[108]
  - Disney annonce le lancement du magazine Disney Adventures en Inde[109]
  - ESPN International prend le contrôle de NASN une chaîne européenne spécialisée dans les sports américains, pour la somme de 80 millions d'USD[110],[111]
- 8 décembre 2006, Sortie du film Apocalypto de Touchstone Pictures